# Shion Inoue
Shion Inoue (井上 潮音?, Inoue Shion; Kanagawa, 3 agosto 1997) è un calciatore giapponese, centrocampista del Sanfrecce Hiroshima.

## Carriera

### Club
Ha giocato nella prima divisione giapponese.

### Nazionale
Ha giocato nella nazionale giapponese Under-23.

## Statistiche

### Cronologia presenze e reti in nazionale
| Cronologia completa delle presenze e delle reti in nazionale ― Giappone under 23 | Cronologia completa delle presenze e delle reti in nazionale ― Giappone under 23 | Cronologia completa delle presenze e delle reti in nazionale ― Giappone under 23 | Cronologia completa delle presenze e delle reti in nazionale ― Giappone under 23 | Cronologia completa delle presenze e delle reti in nazionale ― Giappone under 23 | Cronologia completa delle presenze e delle reti in nazionale ― Giappone under 23 | Cronologia completa delle presenze e delle reti in nazionale ― Giappone under 23 | Cronologia completa delle presenze e delle reti in nazionale ― Giappone under 23 |
| Data                                                                             | Città                                                                            | In casa                                                                          | Risultato                                                                        | Ospiti                                                                           | Competizione                                                                     | Reti                                                                             | Note                                                                             |
| -------------------------------------------------------------------------------- | -------------------------------------------------------------------------------- | -------------------------------------------------------------------------------- | -------------------------------------------------------------------------------- | -------------------------------------------------------------------------------- | -------------------------------------------------------------------------------- | -------------------------------------------------------------------------------- | -------------------------------------------------------------------------------- |
| 10-1-2018                                                                        | Jiangyin                                                                         | Giappone under 23                                                                | 1 – 0                                                                            | Palestina under 23                                                               | Coppa d'Asia AFC Under-23 2018                                                   | -                                                                                |                                                                                  |
| 13-1-2018                                                                        | Jiangyin                                                                         | Thailandia under 23                                                              | 0 – 1                                                                            | Giappone under 23                                                                | Coppa d'Asia AFC Under-23 2018                                                   | -                                                                                |                                                                                  |
| 19-1-2018                                                                        | Jiangyin                                                                         | Giappone under 23                                                                | 0 – 4                                                                            | Uzbekistan under 23                                                              | Coppa d'Asia AFC Under-23 2018                                                   | -                                                                                | 68’                                                                              |
| 28-5-2018                                                                        | Vitrolles                                                                        | Turchia under 23                                                                 | 2 – 1                                                                            | Giappone under 23                                                                | Torneo di Tolone 2018 - 1º turno                                                 | -                                                                                | 53’                                                                              |
| 7-6-2018                                                                         | Carnoux-en-Provence                                                              | Giappone under 23                                                                | 1 – 0                                                                            | Togo under 23                                                                    | Torneo di Tolone 2018 - Play-off 7º posto                                        | -                                                                                | 55’                                                                              |
| Totale                                                                           |                                                                                  | Presenze                                                                         | 5                                                                                |                                                                                  | Reti                                                                             | 0                                                                                |                                                                                  |

## Palmarès

### Club

#### Competizioni nazionali
- Supercoppa del Giappone: 1

Sanfrecce Hiroshima: 2025